# Sở Hùng Khang
Sở Hùng Khang (楚熊康), hay Hùng Vô Khang (熊毋康), là một vị công tử của nước Sở, chư hầu nhà Chu trong lịch sử Trung Quốc. Lúc sinh thời ông đã được phong làm Câu Nghi vương, ngang với thiên tử nhà Chu.
Hùng Khang là con của Sở Hùng Cừ, vị vua thứ 9 của nước Sở. Hùng Cừ có ba người con trai là Hùng Vô Khang, Hùng Chí Hồng và Hùng Chấp Tì. Lúc Hùng Cừ cai trị nước Sở thì nhà Chu đã suy yếu, Hùng Cừ đem quân đánh diệt nước Ngạc, rồi phong vương cho các con. Hùng Khang được phong làm Câu Nghi vương, hai em ông được phong làm Ngạc vương và Việt Chương vương.
Sau không rõ ông mất năm nào, chỉ biết ông qua đời trước vua cha Hùng Cừ, nên người em thứ là Hùng Chí Hồng được lên thế tập sau khi Hùng Cừ mất.